# Avishai Cohen (trompettiste)
Pour les articles homonymes, voir Avishai Cohen et Cohen.
Ne doit pas être confondu avec Avishai Cohen (contrebassiste).
Avishai Cohen, né à Tel Aviv en 1978, est un trompettiste de jazz israélien.

## Biographie
Avishai Cohen est né à Tel Aviv, Israël, en 1978. Il a grandi dans une famille de musiciens. À dix ans, Avishai a commencé à jouer avec le Rimon Big Band.
Avishai Cohen est diplômé du Berklee College of Music à Boston.
En 1997, il remporte la troisième place du concours de trompette de jazz Thelonious Monk.
Avishai Cohen a ensuite déménagé à New York où il a commencé à développer sa musique aux côtés de Jason Lindner et de Omer Avital au Smalls Jazz Club.
Son premier album, enregistré en 2003 sur le label Anzic records, est intitulé The Trumpet Player comme pour éviter la confusion avec le contrebassiste de jazz homonyme (Avishai Cohen).
Il a enregistré avec de nombreux artistes de jazz des plus renommés. Il a également enregistré avec sa sœur Anat Cohen (clarinette, saxophones) et Yuval Cohen (saxophones alto et soprano). 
Avishai Cohen a déclaré qu'il était très influencé par Miles Davis.

Avishai Cohen est un artiste engagé : 

« … ne jamais dissocier la politique de son geste artistique. C’est important plus que jamais dans la période que l’on traverse, et j’essaie de ne jamais oublier cette leçon dans ma propre pratique ; Beaucoup d’artistes contemporains n’osent pas prendre position de peur de perdre leur public, le soutien de l’industrie ou l’appui des institutions. Je pense pour ma part que c’est notre boulot de profiter de la tribune que nous offre notre statut privilégié pour s’exprimer et prendre parti. Je suis à la fois israélien et américain, et qu’il s’agisse de Trump ou de Netanyahou je les trouve l’un comme l’autre beaucoup plus inquiétants et dangereux que le coronavirus. Ce qu’il faut que l’on combatte dans nos pratiques artistiques, c’est cette politique de manipulation des masses par la peur que de nombreux gouvernements populistes partout dans le monde sont en train de mettre en œuvre. Partout ces discours divisent la gens, attisent les haines, stigmatisent les minorités. La musique doit au contraire réunir les gens et, en ces temps de mensonge généralisé, s’imposer comme un contre-modèle en étant la plus sincère possible. »

— Avishai Cohen, Entretien dans Jazz Magazine, N°729, juillet-août 2020, p.27

## Discographie
- The Trumpet Player (Fresh Sound, 2003)
- After the Big Rain (Anzic Records, 2007)
- Flood (Anzic Records, 2008)
- Seven (Anzic Records, 2008) (Digital Release Only)
- Introducing Triveni (Anzic Records, 2010)
- Triveni II (Anzic Records, 2012)
- Avishai Cohen's Triveni, «Dark nights» (Anzic Records, 2014)
- Into The Silence (ECM 2016) - Grand Prix de l'Académie du jazz en 2016.
- Cross My Palm With Silver, (ECM 2017)
- Big Vicious (ECM 2019) avec Avishai Cohen (trompette), Uzi Ramirez (guitare), Jonatan Albalak (basse), Aviv Cohen (batterie), Ziv Ravitz (batterie)
- Naked Truth (ECM 2022) avec Avishai Cohen (trompette), Yonathan Avishai  (piano), Barak Mori (contrebasse), Ziv Ravitz (batterie)

Avec les 3 Cohens
- One (2003)[1]
- Braid (2007)
- Family (2011)
- Tightrope (2013)